# Sceloporus grandaevus
Sceloporus grandaevus är en ödleart som beskrevs av  Mary Cynthia Dickerson 1919. Sceloporus grandaevus ingår i släktet Sceloporus och familjen Phrynosomatidae. IUCN kategoriserar arten globalt som livskraftig. Inga underarter finns listade i Catalogue of Life.